# 마틴 가드너

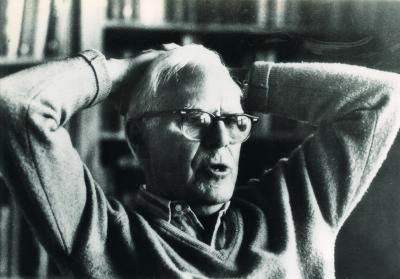
마틴 가드너

마틴 가드너(영어: Martin Gardner, 1914년 10월 21일 ~ 2010년 5월 22일)는 미국의 과학 저술가이다. 특히 유희수학(recreational mathematics) 분야의 저술로 이름이 높다.

## 생애
오클라호마주 털사 태생으로 시카고 대학에서 철학을 전공하였다. 그는 유희수학(recreational mathematics) 분야를 집대성하고 대중에게 널리 알려 수많은 과학자들에게 큰 영향을 끼쳤다. 수학을 비롯한 과학뿐 아니라 마술, 문학(그는 루이스 캐럴의 전문가이다), 유사과학, 종교 등 다방면에 걸쳐 관심을 가져 60권이 넘는 책을 저술하였으며, 제임스 랜디와 함께 회의주의 운동을 주창하기도 하였다. 미국 노스캐럴라이나 주의 헨더슨빌(Hendersonville)에 만년을 보내다가 2010년 5월 22일 미국 오클라호마주의 노먼(Norman)에서 95세를 일기로 사망하였다.

### 《사이언티픽 아메리칸》
그는 미국의 대중 과학 잡지 사이언티픽 아메리칸지에 1956년부터 1981년까지 수학 게임(Mathematical Games) 컬럼을 연재하였다. 그가 연재를 그만둔 후 더글러스 호프스태터가 컬럼을 물려받았는데, 마틴 가드너에 대한 존경의 뜻에서 '수학 게임'의 애너그램인 Metamagical Themas를 자신의 컬럼 제목으로 정하였다. 1993년이래 그의 유희수학에 대해 관심을 같이하는 사람들이 부정기적으로 모여 Gathering for Gardner(G4G)란 콘퍼런스를 열기도 한다.

## 저술
그는 자신의 컬럼을 통하여 다음과 같은 흥미있는 주제들을 대중에 소개하였다.
- 플렉사곤(Flexagon): 마틴 가드너가 사이언티픽 어메리칸에 처음 쓴 글이다. (1956년 12월호)
- 존 호턴 콘웨이의 라이프 게임
- 폴리오미노
- 소마 큐브
- 에셔의 작품
- 프랙털

65권의 책을 썼으며, 초정상주장의 과학적 연구를 위한 위원회(Committee for the Scientific Investigation of Claims of the Paranormal)의 일원으로 활동하며 사이비과학을 반박하는 책과 글을 다수 발표했다.

### 책
- Mathematical Games
- The Colossal Book of Mathematics: Classic Puzzles, Paradoxes, and Problems (2001; W.W. Norton & Company; ISBN 0-393-02023-1)
- 〈양손잡이 자연세계〉, 과학세대 옮김, 까치
- 〈이야기 파라독스〉, 사계절
- 〈아하〉, 사계절
- 더 애너테이티드 앨리스, 루이스 캐럴이 지은 이상한 나라의 앨리스와 거울 나라의 앨리스의 주석판
- The Last Recreations
- 〈아담과 이브에게는 배꼽이 있었을까?〉(원제 Did Adam and Eve Have Navels?: Debunking Pseudoscience)
- SCIENCE GOOD, BAD AND BOGUS
- Fads and Fallacies in the Name of Science
- Relativity Simply Explained

### 사이언티픽 아메리칸의 컬럼 모음집
- Mathematical Puzzles and Diversions (1959; Pelican, UK ISBN 0-14-020713-9)
- More Mathematical Puzzles and Diversions (1961; Pelican, UK ISBN 0-14-020748-1)
- Further Mathematical Diversions (1969; Pelican, UK ISBN 0-14-021996-X)
- Mathematical Carnival (1975; Pelican, UK ISBN 0-14-022041-0)
- Mathematical Circus (1979; Pelican, UK ISBN 0-14-022355-X)
- many others... please add them here...

## 같이 보기
- 피에트 하인
- 더글러스 호프스태터
- 지구공동설
- 제임스 랜디
- 초정상주장의 과학적 연구를 위한 위원회(Committee for the Scientific Investigation of Claims of the Paranormal)